# Шевченко Володимир Павлович
Володимир Павлович Шевченко (5 січня 1941 — 14 квітня 2024) — український науковець-механік, доктор фізико-математичних наук, професор (1984). Герой України (2006). Академік НАН України (відділення механіки, 1995); ректор Донецького національного університету (1986—2010), завідувач кафедри теоретичної і прикладної механіки (з 1970).

## Біографія
Народився 5 січня 1941 (с. Підгородне, Дніпропетровський район, Дніпропетровська область); українець за національністю та за вихованням; батько Павло Андрійович (1916—1942) — військовий; мати Наталія Юхимівна (1917); дружина Галина Євгенівна (1944—1995); дочка Олена (1966) — лікар міськлікарні, кандидат медичних наук; син Павло (1971) — професор Сіднейського університету.
Освіта: Дніпропетровський державний університет, механіко-математичний факультет (1957—1962), «Механіка»; докторська дисертація «Методи фундаментальних розв'язків в теорії тонких пружних оболонок» (1982, Казанський державний університет).
1962-65 — аспірант, 1965-68 — асистент, доцент кафедри теоретичної механіки, Дніпропетровського державного університету. 09.1968-09.70 — доцент, з 09.1970 — завідувач кафедри теоретичної і прикладної механіки, професор, 05.1971-02.75 — декан математичного факультету, 02.1975-07.86 — проректор з навчальної роботи, з 07.1986 — ректор, Донецького державного університету (з 09.2000 — Донецький національний університет). 1985-94, з 2002 — депутат Донецької облради. 1992—2002, з 2006 — член Донецького міськвиконкому. Член Ради з питань мовної політики при Президентові України (02.1997-11.2001).
Член Ради з питань науки і науково-технічної політики при Президентові України (з 03.1996); член президії Національної ради Конгресу української інтелігенції (з 1995); голова Донецького обласного об'єднання Всеукраїнського товариства «Просвіта» ім. Тараса Шевченка; член президії Національного комітету України з теоретичної і прикладної механіки (з 1999); член Президії НАН України (з 1996); голова Ради ректорів ВНЗ Донецької області (з 1988); голова Донецького наукового центру НАН України і Міністерства освіти і науки України (з 1996); член президії ВАКу України (з 1996); член Державної акредитаційної комісії України; член Комітету з Державних премій України в галузі науки і техніки (з 06.2006).
Володів англійською мовою. Захоплення: література, музика, спорт.

## Науковий доробок
Автор (співавтор) близько 150 наукових праць, зокрема 5 навчальних посібників, монографії: «Граничные интегральные уравнения в теории пластин и оболочек» (1986, співав.), «Задачи термоупругости тонких оболочек с разрезами» (1988, співав.), «Механика композитов. Т.7. Концентрация напряжений» (1998, співав.).
Докторська дисертація В. П. Шевченка (1982 р.) присвячена методам фундаментальних розв'язків у теорії тонких пружних оболонок. Наукові ж інтереси значно ширші. Зокрема, вони охоплюють питання розвитку теорії фундаментальних розв'язків у задачах про деформування оболонкових конструкцій довільної гауссової кривини.
Значну увагу вчений приділяв відродженню національної інтелігенції, пошуку талановитої молоді. За його ініціативи відкрито україномовний ліцей при ДонНУ та Гуманітарний інститут у Маріуполі, розроблено та впроваджено в життя концепцію другої вищої освіти, у п'яти містах Донецької області започатковано центри з підготовки та перепідготовки спеціалістів.

## Нагороди, відзнаки, звання
- Заслужений діяч науки і техніки України (1991).
- Знак «Шахтарська слава» III (1995), II ст. (2004).
- Орден князя Ярослава Мудрого V (10.1999), IV ст. (12.2000).
- Почесний громадянин м. Донецька (04.2000).
- Орден Святого князя Володимира Великого (08.2001).
- Почесна грамота Кабінету Міністрів України (2002).
- Лауреат Державної премії України в галузі науки і техніки (2003).
- Орден Франції «Академічна пальма» (2003).
- Почесна грамота Верховної Ради України (2005).
- Відзнака НАН України «За наукові досягнення» (2006). Відзнака АПНУ (2006).
- Герой України (з врученням ордена Держави, 19.08.2006).